# Upplands runinskrifter 293
Upplands runinskrifter 293 är en runsten i Smedby, Hammarby socken och Upplands Väsby kommun i Vallentuna härad, Uppland. Man finner den om man följer fornslingan som utgår från "Gunnes gård", en rekonstruktion av ett vikingatida boställe. 

## Stenen
Stenen är med största sannolikhet ristad av Visäte, en runmästare som verkade i mitten av 1000-talet och motivet med en runorm som bär upp texten och lägger en elegant slinga runt ett kristet stavkors går i Urnesstil. Ett stycke längre bort utmed den forntida vägen mellan Smedby och Vilunda finns U FV1972;172 och sist i raden står U 294. De tre "Vilundastenarna" restes alla av samma familj och de två sistnämnda av Gudlög till minne av maken Forkunn.
Den från runor översatta inskriften på U 293 lyder enligt nedan:

## Inskriften
Runskrift (yngre futhark):
' ᚠᚬᚱᚴᚢᚦᚱ × ᛅᚢᚴ ' ᚦᚢᚱᛁᚱ × ᛚᛅᛏᛅ ' ᚱᛂᛁᛋᛅ ' ᛋᛏᛂᛁᚾᛅ ' ᚦᛁᛋᛅ ' ᛂᚠᛏᛦ ' ᚠᛅᚦᚢᚱ ᛋᚾ ' ᚴᛂᛏᛁᛚ ' ᚴᚬᚦ ᚼᛁ-ᛚᛒᛁ ᛭ ᛅᚾᛏ ' ᚼᚾᛋ '
Translitterering av runraden:
' forkuþr × auk ' þurir × lata ' reisa ' steina ' þisa ' eftʀ ' faþur sn ' ketil ' koþ hi-lbi + ant ' hns '
Normalisering till runsvenska:
Forkuðr ok Þoriʀ lata ræisa stæina þessa æftiʀ faður sinn Kætil. Guð hi[a]lpi and hans.
Översättning till nusvenska:
Forkunn och Tore låta resa dessa stenar efter sin fader Kättil. Gud hjälpe hans ande.
I texten framgår att bröderna lät resa två stenar och möjligen kan den andra stenen som åsyftas, vara den oristade bautasten som står på gravfältets norra del ut mot Mälarvägen. Uteslutet är ej att denna stora koloss är en gravsten, kanske över Kättil eller Forkunn, olika hypoteser finns.